# Spårö båk

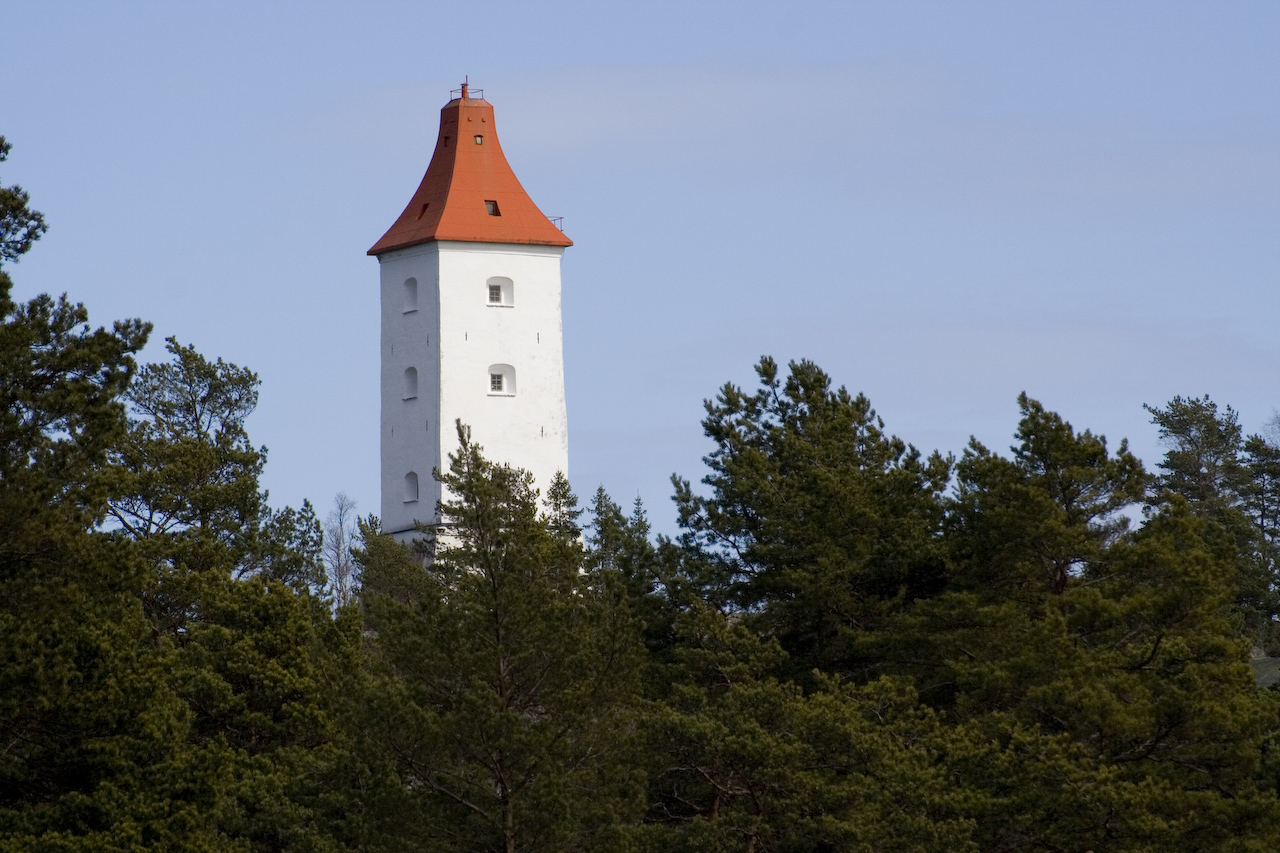
Spårö Båk.

Spårö båk ligger på ön Spårö i Tjusts skärgård utanför Västervik. Spårö båk ritades av överintendent Carl Fredrik Adelcrantz. Inspirerad av en fyr han sett i Neapeltrakten ritade han en byggnad med kvadratiskt plan under ett svängt toppigt tak. Spårö båk byggdes 1776–1777 och har ansetts av många, bland andra Evert Taube, vara ett av ostkustens vackraste sjömärken. Båken är 25 meter hög och har 2 meter tjocka murar i botten. Den står på toppen av det 34 meter höga Spåröberget. Genom luckor i takets östra sida stack man vid nattetid och otjänligt väder ut järnkorgar med brinnande tjärved. På detta sätt användes Spårö båk fram till 1884. År 1925 slog blixten ner i båken och antände spåntaket, som därefter byttes mot ett plåttak. Spårö båk är ett statligt byggnadsminne sedan 1929, och idag är Spårö ett populärt utflyktsmål.
Spårö båk renoverades hösten 2018 av Sjöfartsverket och fick då bl.a. fasad- och takunderhåll och lyser därmed åter vit och fin. Den 31 oktober 2018 överlät staten ägandet av båken till Västerviks kommun. Genom överlåtelsen blev Spårö båk byggnadsminne med länsstyrelsen i Kalmar län som tillsynsansvarig.
Innan båken byggdes förekom vårdkasar på Spårö redan under 1200-talet.